# Madoka Kitao
Madoka Kitao (北尾 まどか, Kitao Madoka, née le 21 janvier 1980 à Tokyo) est une joueuse professionnelle japonaise de shogi 2e dan,. Elle est également connue pour avoir inventé le dōbutsu shōgi.

## Biographie
Madoka Kitao commence en 1997 à étudier à l'école de la Fédération japonaise de shogi pour passer professionnelle. Elle obtient le titre de professionnelle féminine 2e kyu en octobre 2000. Elle passe ensuite premier kyu en avril 2001, premier dan en octobre 2003 et finalement deuxième dan en août 2013.
Madoka Kitao est aussi une bonne joueuse d'échecs, elle a notamment participé au biathlon international échecs-shogi organisé à Marseille en 2013, auquel ont également participé les grands-maîtres internationaux Christian Bauer et Yannick Pelletier durant lequel elle remporte 3 points sur 5 aux échecs.

## Promotion du shogi

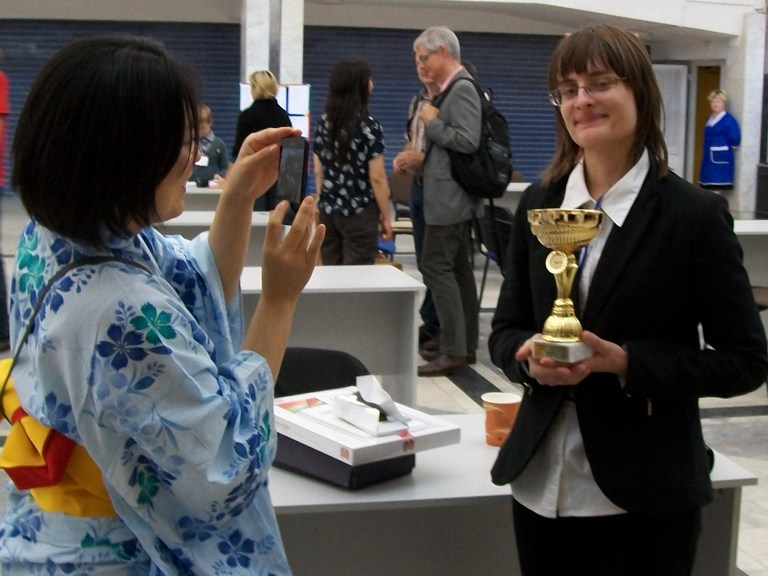
Karolina Styczyńska avec Madoka Kitao.

Madoka Kitao a créé le dobutsu shōgi, pour lequel elle remporte le Japan Boardgame Prize en 2009, dans le but d'attirer les femmes et les enfants vers la pratique du shogi. Elle promeut également le shogi en dehors du Japon par l'intermédiaire de son entreprise Nekomado, qui vend des livres de shogi traduits en anglais. 
Elle a également détecté le potentiel de la joueuse de shogi polonaise Karolina Styczyńska, qui est grâce à elle devenue la première non-japonaise professionnelle de shogi.
Elle s'est rendue en France à plusieurs reprises pour participer à des animations liées au shogi, notamment en Alsace et à Cannes au Festival international des jeux.

## Livres
- (en) Joseki at a glance  (trad. du japonais par Tomohide Kawasaki), coll. « Glance Shogi Series ».
- (en) Sabaki at a glance  (trad. du japonais par Tomohide Kawasaki), coll. « Glance Shogi Series ».
- (en) Edge attack at a glance  (trad. du japonais par Tomohide Kawasaki), coll. « Glance Shogi Series ».
- (en) Ending attack at a glance  (trad. du japonais par Tomohide Kawasaki), coll. « Glance Shogi Series ».